# Vatteluttu

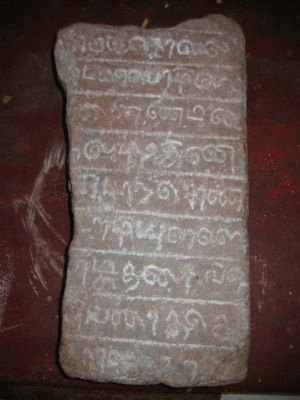
Inskrypcja w Koneśwaram w piśmie vatteluttu

Vatteluttu (tamil. வட்டெழுத்து trl. vaṭṭeḻuttu) – alfabet sylabiczny dostosowany do zapisu języka tamilskiego, używany w południowych Indiach (obecne stany Kerala i Tamilnadu) oraz na Cejlonie od VI do XIV w. Sama nazwa znaczy dosłownie „okrągłe litery”. Litery mają zaokrąglone kształty, gdyż na południu Indii używano jako materiału do pisania liści palmowych, które mogłyby się rozszczepić, gdyby stosowano proste linie wzdłuż włókien. Alfabet vatteluttu wyparł wcześniej używany system pisma zwany tamil brahmi. Był używany do zapisywania zarówno języka tamilskiego, jak i wczesnej odmiany języka malajalam. Z pisma vatteluttu wywodzą się również alfabety sylabiczne używane w południowo-wschodniej Azji.